# Pieradła
Pieradła est une localité polonaise de la gmina de Mniów, située dans le powiat de Kielce en voïvodie de Sainte-Croix.